# Lowayu
Lowayu is een bestuurslaag in het regentschap Gresik van de provincie Oost-Java, Indonesië. Lowayu telt 7011 inwoners (volkstelling 2010).